# Dreiländereck (Basel)
47°35′19″N 7°35′23″E / 47.5885°N 7.5898°E
Dreiländereck je spomenik u Baselu u Švicarskoj. Označava tromeđu na kojoj se susreću granice Francuske, Njemačke i Švicarske. Tamo se spajaju francusko-njemačka granica, njemačko-švicarska granica i francusko-švicarska granica.

## Položaj
Sama tromeđa nalazi se na sredini rijeke Rajne. Spomenik posvećen tome nalazi se na švicarskom teritoriju, otprilike 150 metara prema jugoistoku.
Ovo je jedina međudržavna tromeđa na svijetu koja se nalazi unutar većeg grada.